# Lijst van oorlogsmonumenten in De Friese Meren
De Nederlandse gemeente De Friese Meren (De Fryske Marren) heeft 37 oorlogsmonumenten. Hieronder een overzicht. 
| Nr.  | Object                                                      | Herdachte groep                                                                        | Ontwerper                                                                              | Onthulling        | Type               | Locatie                                        | Plaats          | Coördinaten                   | Foto                                                  |
| ---- | ----------------------------------------------------------- | -------------------------------------------------------------------------------------- | -------------------------------------------------------------------------------------- | ----------------- | ------------------ | ---------------------------------------------- | --------------- | ----------------------------- | ----------------------------------------------------- |
| 142  | Douwe Egberts-monument                                      | overig                                                                                 |                                                                                        |                   | beeld/sculptuur    | Leeuwarderweg 1, 8501 Z                        | Joure           | 52° 58' 33" NB, 5° 47' 36" OL |                                                       |
| 206  | Monument bij kerktoren Hobbe van Baerdt Tsjerke             | militairen in dienst van het Ned. Kon. 1940-1945, burgerslachtoffers, verzet Nederland | Nico Onkenhout                                                                         | 3 mei 1952        | gedenksteen        | hoek Midstraat en Torenstraat, 8501 AC         | Joure           | 52° 58' 5" NB, 5° 47' 41" OL  | Monument bij kerktoren Hobbe van Baerdt Tsjerke       |
| 207  | Monument in het gemeentehuis                                | overig                                                                                 |                                                                                        | 12 juli 1951      | gedenkbank         |                                                | Joure           | 52° 57' 53" NB, 5° 48' 0" OL  |                                                       |
| 209  | Grafmonument voor Richard Jung                              | verzet Nederland                                                                       | Steenhouwerij Eijgelaar                                                                | 15 april 1946     | zuil               | Kerkhoflaan, 8464                              | Sintjohannesga  | 52° 56' 5" NB, 5° 51' 6" OL   | Grafmonument voor Richard Jung                        |
| 210  | Gedenksteen in de boerderij van Wildschut                   | verzet Nederland                                                                       |                                                                                        | 20 augustus 1954  | gedenksteen        |                                                | Wijckel         | 52° 53' 20" NB, 5° 37' 21" OL |                                                       |
| 211  | Monument op de Zandvoorderhoek                              | verzet Nederland                                                                       | Steenhouwerij Eijgelaar                                                                |                   | zuil               | Heaburgen 42, 8566 HJ                          | Nijemirdum      | 52° 51' 7" NB, 5° 36' 42" OL  |                                                       |
| 212  | Monument bij de begraafplaats                               | geallieerde militairen, overig                                                         |                                                                                        | 8 juli 1970       | gedenksteen        | Murnserdyk 22                                  | Mirns           | 52° 51' 21" NB, 5° 27' 52" OL | Monument bij de begraafplaats                         |
| 214  | Oorlogsmonument aan gevel Raadhuis                          | militairen in dienst van het Ned. Kon. 1940-1945, burgerslachtoffers, verzet Nederland | Steenhouwerij Eijgelaar                                                                |                   | plaquette          | Dubbelstraat, 8561 BC                          | Balk            | 52° 53' 55" NB, 5° 35' 1" OL  | Oorlogsmonument aan gevel Raadhuis                    |
| 215  | Klokkenstoel van Mirns met gedenkplaat                      | geallieerde militairen                                                                 |                                                                                        |                   | overig             | Murnserdyk 22                                  | Mirns           | 52° 51' 20" NB, 5° 27' 53" OL | Klokkenstoel van Mirns met gedenkplaat                |
| 217  | Monument in Osinga State                                    | overig                                                                                 |                                                                                        |                   | reliëf             | Oasingaleane 17, 8525 EL                       | Langweer        | 52° 57' 30" NB, 5° 43' 16" OL |                                                       |
| 218  | Monument Jetze Veldstra                                     | verzet Nederland                                                                       | Willem Valk (beeldhouwer), A. Goodijk (architect)                                      | 5 augustus 1950   | gedenksteen        | Jetze Veldstraweg 31, 8513 CK                  | Ouwsterhaule    | 52° 56' 20" NB, 5° 48' 49" OL | Monument Jetze Veldstra                               |
| 222  | Gedenksteen in de boerderij van Schotanus                   | verzet Nederland                                                                       |                                                                                        |                   | gedenksteen        | Wielwei 21, 8516 DD                            | Doniaga         | 52° 54' 17" NB, 5° 44' 48" OL | Gedenksteen in de boerderij van Schotanus             |
| 231  | Herdenkingsmonument                                         | burgerslachtoffers                                                                     |                                                                                        | 10 november 1984  | gedenksteen        |                                                | Terhorne        | 53° 2' 13" NB, 5° 46' 58" OL  |                                                       |
| 244  | Oorlogsmonument                                             | burgerslachtoffers, verzet Nederland, militairen in dienst van het Ned. Kon. 1940-1945 |                                                                                        | 4 mei 1945        | gedenksteen        | Kerkhoflaan, 8464                              | Sintjohannesga  | 52° 55' 56" NB, 5° 51' 25" OL | Oorlogsmonument                                       |
| 245  | Monument voor Willem van der Bij in Dr. Wumkesskoalle       | verzet Nederland                                                                       | Firma Hofstra                                                                          | 26 november 1947  | plaquette          | Sluisdijk 25, 8501 BZ                          | Joure           | 52° 58' 12" NB, 5° 47' 56" OL | Monument voor Willem van der Bij in Dr. Wumkesskoalle |
| 249  | Monument in Haulsterbossen                                  | verzet Nederland                                                                       |                                                                                        | 30 mei 1988       | plaquette          | Bosweg by1, 8506 CA                            | Haskerhorne     | 52° 56' 32" NB, 5° 49' 44" OL | Monument in Haulsterbossen                            |
| 251  | Monument Waterschap Zuiderzeeland in Gemaal Buma            | burgerslachtoffers                                                                     |                                                                                        |                   | plaquette          |                                                | Lemmer          | 52° 50' 15" NB, 5° 42' 49" OL |                                                       |
| 261  | Vredestempeltje van Rijs in Rijsterbos                      | algemeen                                                                               |                                                                                        | 1977              | overig             | Murnserleane 2, 8572 WN                        | Rijs            | 52° 51' 42" NB, 5° 29' 35" OL | Vredestempeltje van Rijs in Rijsterbos                |
| 354  | Monument op de Joodse begraafplaats                         | vervolgden Nederland                                                                   | F. Kroes                                                                               |                   | gedenksteen        | Plattedijk 32                                  | Tacozijl        | 52° 51' 47" NB, 5° 38' 43" OL | Monument op de Joodse begraafplaats                   |
| 614  | Monument in het bos Elfbergen                               | verzet Nederland                                                                       | Steenhouwerij Eijgelaar                                                                |                   | zuil               |                                                | Oudemirdum      | 52° 51' 28" NB, 5° 31' 48" OL | Meer afbeeldingen                                     |
| 656  | Herdenkingsmonument                                         | geallieerde militairen, burgerslachtoffers, verzet Nederland                           | Willem Valk (beeldhouwer), A. Goodijk (architect)                                      | 4 mei 1948        | zuil               | hoek Kerkstraat en Stationsstraat              | Sint-Nicolaasga | 52° 55' 22" NB, 5° 44' 34" OL | Herdenkingsmonument                                   |
| 1185 | Monument van Dankbaarheid in Sint-Willibrorduskerk          | algemeen                                                                               | Charles Eyck (24-03-1897)                                                              | 16 februari 1947  | overig             | Schans 45, 8531 DV                             | Lemmer          | 52° 50' 36" NB, 5° 42' 49" OL |                                                       |
| 1186 | Monument op voorgevel van Hervormde kerk                    | burgerslachtoffers, verzet Nederland                                                   | Nico Onkenhout                                                                         | 4 mei 1955        | reliëf             | Gedempte Gracht                                | Lemmer          | 52° 50' 41" NB, 5° 42' 39" OL | Monument op voorgevel van Hervormde kerk              |
| 1187 | Erehof Lemmer                                               | geallieerde militairen                                                                 | Sir Reginald Blomfield (ontwerp Offerkruis)                                            |                   | begraafplaats/graf | Straatweg 11, 8531 HE                          | Lemmer          | 52° 50' 49" NB, 5° 42' 47" OL | Erehof Lemmer                                         |
| 1188 | Monument voor Luitjen Mulder op Oude algemene begraafplaats | verzet Nederland                                                                       | Ir. Marius Frans Duintjer                                                              | 13 juli 1948      | zuil               | Straatweg 11, 8531 HE                          | Lemmer          | 52° 50' 53" NB, 5° 42' 44" OL |                                                       |
| 2639 | Monument voor Lodo van Hamel                                | verzet Nederland                                                                       |                                                                                        | 6 juni 2003       | overig             | Lodo van Hamelpad                              | Oosterzee       | 52° 52' 28" NB, 5° 45' 45" OL | Monument voor Lodo van Hamel                          |
| 2939 | Monument voor Jozeph en Sarah Blok                          | vervolgden Nederland                                                                   | Marcus Noordmans                                                                       | 24 november 2006  | overig             | Markerstraat, 8531 KM                          | Lemmer          | 52° 50' 52" NB, 5° 42' 37" OL | Monument voor Jozeph en Sarah Blok                    |
| 3005 | Indië-monument bij kerktoren Hobbe van Baerdt Tsjerke       | militairen in dienst van het Ned. Kon. na 1945                                         |                                                                                        | 7 september 2006  | gedenksteen        | hoek Midstraat en Torenstraat, 8501 AP         | Joure           | 52° 58' 5" NB, 5° 47' 41" OL  | Indië-monument bij kerktoren Hobbe van Baerdt Tsjerke |
| 3170 | Etty Hillesum                                               | verzet Nederland, vervolgden Nederland                                                 |                                                                                        | 26 september 1991 | beeld/sculptuur    | Dubbelstraat 1, 8561 BC                        | Balk            | 52° 53' 56" NB, 5° 34' 59" OL |                                                       |
| 3410 | Het kind is er nog                                          | verzet Nederland, vervolgden Nederland                                                 | Naomi Elburg (1943-2007, ontwerp), Karel Gomes (1930) en Antoinette Otten (uitvoering) | 17 april 2009     | beeld/sculptuur    | Hoofdweg 8, 8537 SB                            | Echten          | 52° 52' 24" NB, 5° 47' 55" OL | Het kind is er nog                                    |
| 3552 | Vredesmonument                                              | algemeen                                                                               | Foke Winia-Twijnstra                                                                   | 1995              | beeld/sculptuur    | Joop Schweitzerstrjitte 2, 8581 KK             | Elahuizen       | 52° 55' 19" NB, 5° 32' 16" OL | Vredesmonument                                        |
| 3651 | Plaquette voor Heije Schaper                                | militairen in dienst van het Ned. Kon. 1940-1945                                       |                                                                                        | 3 september 2011  | plaquette          | Zyl 3, 8501 AZ                                 | Joure           | 52° 58' 14" NB, 5° 47' 32" OL | Plaquette voor Heije Schaper                          |
| 3995 | Monument voor Poolse bemanningsleden                        | geallieerde militairen                                                                 |                                                                                        | 5 mei 2016        | beeld/sculptuur    | Liemerige Wei 4, 8567 HM                       | Oudemirdum      | 52° 50' 2" NB, 5° 32' 40" OL  | Meer afbeeldingen                                     |
| 4039 | Monument voor Nicolaas Wilhelm Sluyter                      | Militairen in dienst van het Ned. Kon. 1940-1945                                       |                                                                                        | 11 november 2014  | plaquette          | Midstraat 16                                   | Joure           | 52° 58' 8" NB, 5° 47' 35" OL  | Monument voor Nicolaas Wilhelm Sluyter                |
| 4695 | Oorlogsmonument Park Heremastate                            | algemeen                                                                               | Hans Rikken                                                                            | 4 mei 2025        | beeld/sculptuur    | Herema State, 8501 AC                          | Joure           | 52° 58' 11" NB, 5° 47' 24" OL | Oorlogsmonument Park Heremastate                      |
|      | Monument voor Gaele Visser op kerkhof                       | soldaat                                                                                |                                                                                        | 2 mei 2015        | beeld/sculptuur    | Haulsterweg 1, 8501 Z                          | Haskerhorne     | 52° 57' 11" NB, 5° 49' 46" OL | Monument voor Gaele Visser op kerkhof                 |
|      | Gedenkteken bij de brug                                     | algemeen                                                                               |                                                                                        |                   | plaquette          | Hollandiastraat                                | Scharsterbrug   | 52° 56' 45" NB, 5° 46' 50" OL | Gedenkteken bij de brug                               |
|      | Stolpersteine                                               | vervolgden Nederland                                                                   | Gunter Demnig                                                                          |                   | reliëf             | Zie Lijst van Stolpersteine in De Friese Meren |                 |                               |                                                       |

Achtkarspelen ·
Ameland ·
Dantumadeel ·
De Friese Meren ·
Harlingen ·
Heerenveen ·
Leeuwarden ·
Noardeast-Fryslân ·
Ooststellingwerf ·
Opsterland ·
Schiermonnikoog ·
Smallingerland ·
Súdwest-Fryslân ·
Terschelling ·
Tietjerksteradeel ·
Vlieland ·
Waadhoeke ·
Weststellingwerf